# Beat Streuli

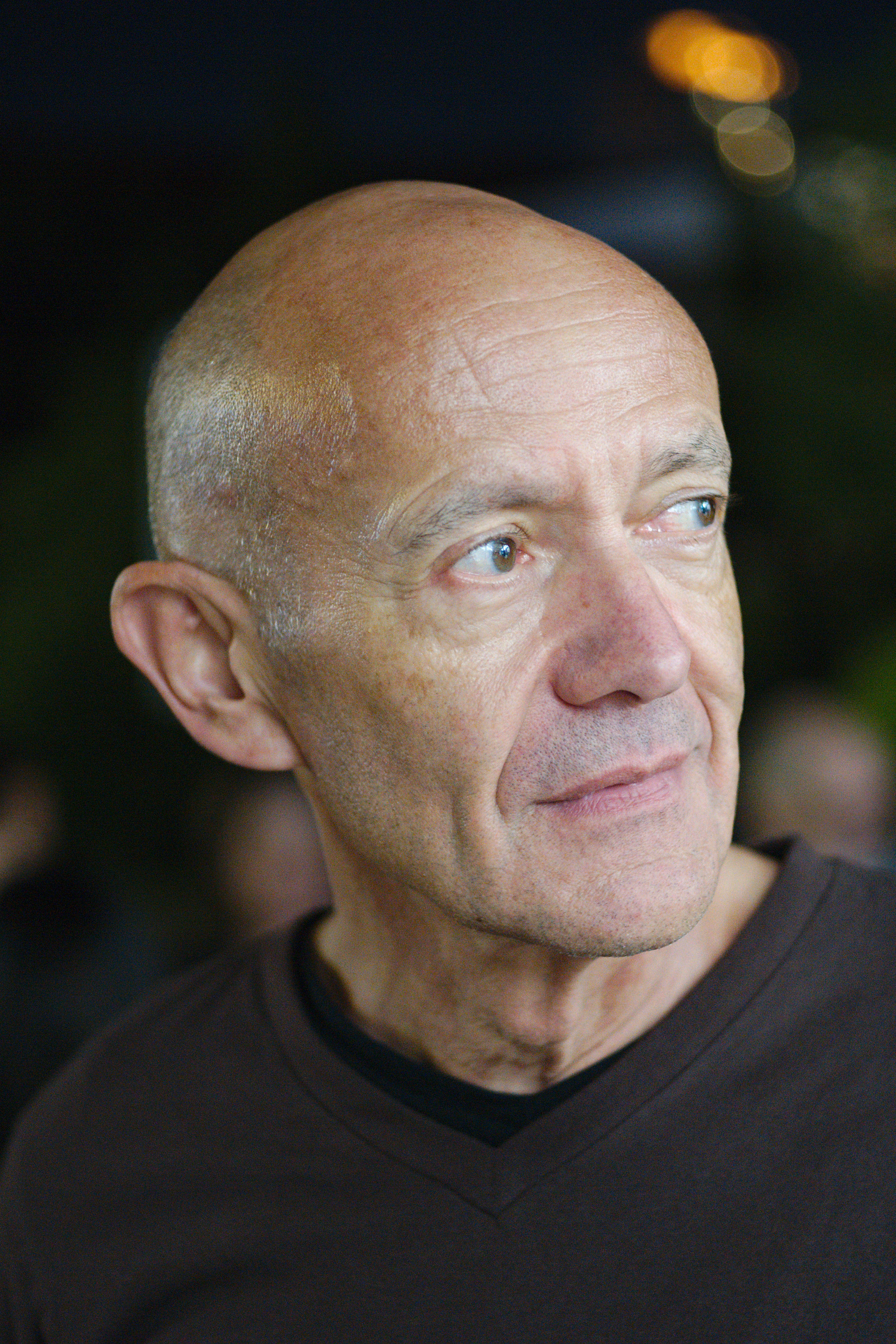
Beat Streuli bei einer Ausstellungseröffnung in Taipeh (2018)

Beat Streuli (* 19. August 1957 in Altdorf) ist ein Schweizer Fotograf und ein Video- sowie Installationskünstler.

## Leben und Werk
Streuli besuchte von 1977 bis 1980 die Schulen für Gestaltung in Basel und Zürich. Von 1981 bis 1986 studierte er an der Hochschule der Künste in Berlin. Das zentrale Motiv des Künstlers ist der Mensch im öffentlichen Raum einer Großstadt. Seine Fotos oder Videos stellen städtische, meist junge Individuen dar, die er, einer Schnappschussfotografie gleich, aus einer Menge von Passanten „herausfotografiert“. Durch den zentrierten Bildausschnitt auf den Oberkörper oder das Gesicht und den Schärfeabfall der Umgebung betont der Künstler die Mimik des Dargestellten.
Das verwendete Teleobjektiv hat zur Folge, dass dem Betrachter die fotografierten Personen in unmittelbarer Nahsicht gezeigt werden. Das "Heranzoomen" ist bei Streulis Fotografien somit kompositorisches und fotogestaltendes Mittel. Zugleich enthebt er dadurch die fotografierten Personen ihrer alltäglichen und anonymen Umgebung und ermöglicht durch das Kriterium der Auswahl eine individuelle Betrachtungsweise und Bildwirkung.
Der Künstler produziert mittlere Formate ebenso wie großformatige, zum Teil zusammengesetzte Bildtafeln. Seine 20-minütigen Videoarbeiten lässt er parallel auf drei Monitoren ablaufen. Für seinen Dia- oder Digitalprojektionen werden oft sechs oder mehr Diaprojektoren parallel geschaltet.
Beat Streuli ist regelmäßig Gastdozent an der Vertiefung Fotografie der Zürcher Hochschule der Künste.
Streuli lebt in Zürich und Brüssel.

## Ausstellungen
- 1995/96 Museum für Moderne Kunst, Frankfurt am Main: Szenenwechsel VIII, 23. Juni 1995 bis 14. Januar 1996,
- 1996/97 Whitney Museum of American Art / Museum für Moderne Kunst, Views from abroad[1]
- 1997 MACBA, Barcelona
- 1998 Sydney Biennale; Museum of Contemporary Art (Chicago)
- 1999 Museum für Moderne Kunst, Bondy Beach/Parramatta Road, Frankfurt am Main; Stedelijk Museum, Amsterdam
- 2000 Museum für Moderne Kunst, Frankfurt am Main: Szenenwechsel XVII, 4. Februar bis 3. September 2000
- 2001 Palais de Tokyo, Paris
- 2004 CGAC - Centro Galego de Arte Contemporánea, Santiago de Compostela
- 2005 Yokohama Triennial, Yokohama
- 2007 Kunstmuseum Wolfsburg; National Gallery of Victoria, Melbourne; Museum der bildenden Künste, Leipzig; Kunstmuseum Luzern; Kiasma Museum of Contemporary Art, Helsinki (Finnland)
- 2008 MAC's, Musée des Arts Contemporains, Le Grand Hornu (Belgien)
- 2009/2010: Kunstmuseum Wolfsburg, Gemeinschaftsausstellung: Ich zweifellos

## Auszeichnungen und Stipendien
- Stipendium des Kantons Zürich (1980, 1983 und 1984)
- Eidgenössisches Kunststipendium (1985, 1986 und 1988)
- Kiefer-Hablitzel-Stipendium (1986)
- Stipendium der Stadt Zürich (1989)
- Atelierstipendium des Kantons Basel-Stadt in der Cité internationale des arts in Paris (1985)
- Istituto Svizzero in Rom (1988)
- Grand Prix Design (2022)

## Einzelnachweis
1. ↑  Rolf Lauter, Malerei und Wirklichkeit: Eine Werkgruppe von Alex Katz im Dialog mit Fotografien von Thomas Ruff und Beat Streuli, in: Museen im Dialog. Views from abroad: European perspectives on American art - Die Entdeckung des anderen, Whitney Museum of American Art, October 18, 1996-January 5, 1997; Museum für Moderne Kunst, Frankfurt, January 31-May 4, 1997. S. 76, 78 ff.

 ISBN 978-0-87427-101-0

| Personendaten    | Personendaten                     |
| ---------------- | --------------------------------- |
| NAME             | Streuli, Beat                     |
| KURZBESCHREIBUNG | Schweizer Foto- und Videokünstler |
| GEBURTSDATUM     | 19. August 1957                   |
| GEBURTSORT       | Altdorf                           |